# Хајмбах (Нае)
Хајмбах (њем. Heimbach) општина је у њемачкој савезној држави Рајна-Палатинат. Једно је од 96 општинских средишта округа Биркенфелд. Према процјени из 2010. у општини је живјело 1.147 становника. Посједује регионалну шифру (AGS) 7134036.

## Географски и демографски подаци
Хајмбах се налази у савезној држави Рајна-Палатинат у округу Биркенфелд. Општина се налази на надморској висини од 330 метара. Површина општине износи 6,8 km². У самом мјесту је, према процјени из 2010. године, живјело 1.147 становника. Просјечна густина становништва износи 169 становника/km².